# Vilborg Davíðsdóttir
En aquest nom islandès, el darrer nom és un patronímic, no pas un cognom. La manera de referir-se a aquesta persona és pel nom de pila.
Vilborg Davíðsdóttir (þingeyri, 3 de setembre de 1965) és una escriptora i periodista islandesa. Les seves novel·les Við Urðarbrunn (1993) i Normadómur (1994) s'ambienten en l'època vikinga i estan influenciades per les sagues islandeses.

## Obra
- Blóðug jörð (2017)
- Ástin, drekinn og dauðinn (2015)
- Vígroði (2012)
- Auður (2009)
- Hrafninn - kilja (2006)
- Hrafninn (2005)
- Felustaðurinn (2002)
- Galdur - kilja (2002)
- Korku saga - kilja (2001)
- Korku saga - Við Urðarbrunn og Nornadómur (2001)
- Galdur (2000)
- Eldfórnin (1997)
- Normadómur (1994)
- Við Urðarbrunn (1993)